# 中国共产党第二十届中央委员会委员列表
中国共产党第二十次全国代表大会于2022年10月16日至22日在北京召开。大会选举产生205名中国共产党第二十届中央委员会委员。

## 基本数据
现有203名委员，其中女性13名，少数民族9名，两院院士6名。届中因违纪违法被取消资格3名，辞职1名，逝世1名。递补3名。

## 委员名单
- 中国共产党第二十次全国代表大会选举产生第二十届中央委员会委员205名（按姓氏笔画为序）：[1]
  - 丁学东、丁薛祥、万立骏、习近平、马兴瑞、马晓伟、王宁、王凯（河南）、王凯（解放军）、王勇、王浩、王强、王鹏、王毅、王小洪、王广华、王仁华、王文全、王文涛、王予波、王正谱、王东明、王伟中、王志军、王秀斌、王沪宁、王君正、王忠林、王受文、王春宁、王莉霞（女，蒙古族）、王晓晖、王祥喜、王清宪、王蒙徽、巨生、毛伟明、尹力、尹弘、巴特尔（蒙古族）、艾尔肯·吐尼亚孜（维吾尔族）、石泰峰、叶建春、冯飞、曲青山、任振鹤（土家族）、庄荣文、刘宁、刘伟、刘小明、刘发庆、刘青松、刘国中、刘金国、刘建超、刘俊臣、刘振立、刘海星、齐玉、许勤、许昆林、许学强、孙金龙、孙绍骋、阴和俊、严金海（藏族）、李屹、李伟、李希、李强、李干杰、李小新（女）、李凤彪、李书磊、李玉超、李乐成、李邑飞、李尚福、李国英、李炳军、李桥铭、李晓红、李鸿忠、杨诚、杨志亮、杨学军、肖捷、肖培、吴汉圣、吴亚男、吴政隆、吴晓军、何卫东、何立峰、何宏军、邹加怡（女）、应勇、汪海江、沈春耀、沈晓明、沈跃跃（女）、怀进鹏、张工、张军（最高法）、张林、张又侠、张升民、张玉卓、张庆伟、张红兵、张宏森、张雨浦（回族）、张国清、陆昊、陆治原、陈刚、陈旭（女）、陈一新、陈小江、陈文清、陈吉宁、陈敏尔、努尔兰·阿不都满金（哈萨克族）、苗华、林武、林向阳、易会满、易炼红、罗文、金壮龙、金湘军、周强、周乃翔、周祖翼、郑栅洁、郑新聪、孟凡利、孟祥锋、赵龙、赵刚、赵一德、赵乐际、赵晓哲、郝鹏、胡中明、胡玉亭、胡昌升、胡和平、胡春华、胡衡华、钟绍军、信长星、侯凯、侯建国、俞庆江、俞建华、贺荣（女）、贺军科、秦刚、秦树桐、袁华智、袁家军、铁凝（女）、倪虹、倪岳峰、徐麟、徐西盛、徐忠波、徐起零、徐德清、殷勇、高翔、高志丹、郭普校、唐仁健、唐登杰、黄铭、黄强、黄守宏、黄坤明、黄建发、黄晓薇（女）、龚正、常丁求、庹震、梁言顺、梁惠玲（女）、谌贻琴（女，白族）、董军、韩俊、韩文秀、景俊海、程丽华（女）、傅华、童建明、谢春涛、蓝天立（壮族）、蓝佛安、楼阳生、雷凡培、慎海雄、蔡奇、蔡剑江、裴金佳、潘岳
  - 递补[2]：丁向群、立军、于吉红
- 开除党籍：李尚福、李玉超[2]、唐仁健[3]
- 免职：苗华[4]
- 被查：金湘军[5]、蓝天立[6]
- 辞职：秦刚[2]
- 逝世：俞建华[7]

## 委员简介
以下人名中，显示为粗体字的是二十届中央政治局委员，显示为粗体兼斜体字的是二十届中央政治局常委，显示有删除线的为开除党籍、辞职或逝世者。
| 姓名                          | 年龄                                 | 级别 | 职类        | 职务 | 备注                                     |
| ----------------------------- | ------------------------------------ | ---- | ----------- | --- | ---------------------------------------- |
| 丁学东                        | 1960年2月（65歲）                    | 正部 | 政协        | —2023.7 国务院常务副秘书长 2023.7—2025.1 全國社會保障基金理事會党组书记、副理事长 2025.3—全国政协教科卫体委员会副主任                        |                                          |
| 丁薛祥                        | 1962年9月（62歲）                    | 正国 | 国务院      | 中央政治局常委，国务院副总理、党组副书记 |                                          |
| 万立骏院士                    | 1957年7月（68歲）                    | 正部 | 群团        | —2025.5 中国侨联党组书记、主席 |                                          |
| 习近平                        | 1953年6月（72歲）                    | 正国 | 中央        | 中共中央总书记，国家主席，中央军委主席 |                                          |
| 马兴瑞                        | 1959年10月（65歲）                   | 副国 | 中央        | 中央政治局委员 —2025.7 新疆维吾尔自治区党委书记                                                                                              |                                          |
| 马晓伟                        | 1959年12月（65歲）                   | 正部 | 政协        | —2024.5 国家卫生健康委员会党组书记、主任 2024.5—全国政协教科卫体委员会副主任                                                                 |                                          |
| 王宁                          | 1961年4月（64歲）                    | 正部 | 省委        | 云南省委书记、云南省人大常委会主任 |                                          |
| 王凯                          | 1962年7月（63歲）                    | 正部 | 省政府      | 河南省委副书记、河南省人民政府省长 |                                          |
| 王凯陆军中将                  | 1963年4月（62歲）                    | 中将 | 解放军      | 西藏军区司令员 |                                          |
| 王勇                          | 1955年12月（69歲）                   | 副国 | 政协        | 全国政协副主席 |                                          |
| 王浩                          | 1963年12月（61歲）                   | 正部 | 省委        | —2024.10 浙江省委副书记、浙江省人民政府省长 2024.10—浙江省委书记、浙江省人大常委会主任                                                       |                                          |
| 王强空军上将                  | 1963年（61—62歲）                    | 上将 | 解放军      | —2024.8 北部战区司令员 |                                          |
| 王鹏陆军中将                  | 1964年2月（61歲）                    | 中将 | 解放军      | 中央军委训练管理部部长 |                                          |
| 王毅                          | 1953年10月（71歲）                   | 副国 | 中央&国务院 | 中央政治局委员，中央外办主任，外交部部长 |                                          |
| 王小洪总警监                  | 1957年7月（68歲）                    | 副国 | 中央&国务院 | 中央书记处书记，国务委员、国务院党组成员，公安部党委书记、部长，中央政法委副书记                                                             |                                          |
| 王广华                        | 1963年1月（62歲）                    | 正部 | 政协        | —2024.12 自然资源部党组书记、部长 2025.3—全国政协民族和宗教委员会副主任                                                                      |                                          |
| 王仁华海军上将                | 1962年（62—63歲）                    | 上将 | 解放军      | 中央军委政法委员会书记 |                                          |
| 王文全陆军上将                | 1962年12月（62歲）                   | 上将 | 解放军      | —2023.12 中央军委联勤保障部队政治委员 2023.12—南部战区政治委员                                                                               |                                          |
| 王文涛                        | 1964年5月（61歲）                    | 正部 | 部委        | 商务部党组书记、部长 |                                          |
| 王予波                        | 1963年1月（62歲）                    | 正部 | 省政府      | 云南省委副书记、云南省人民政府省长 |                                          |
| 王正谱                        | 1963年8月（61—62歲）                 | 正部 | 省政府      | 河北省委副书记、河北省人民政府省长 |                                          |
| 王东明                        | 1956年7月（69歲）                    | 副国 | 人大&群团   | 全国人大常委会副委员长，中华全国总工会主席                                                                                                   |                                          |
| 王伟中                        | 1962年3月（63歲）                    | 正部 | 省政府      | 广东省委副书记、广东省人民政府省长 |                                          |
| 王志军                        | 1965年9月（59歲）                    | 正部 | 国务院      | —2023.7 黑龙江省委副书记 2023.7—国务院常务副秘书长                                                                                           |                                          |
| 王秀斌陆军上将                | 1964年3月（61歲）                    | 上将 | 解放军      | —2024.7 南部战区司令员 2024.7—中央军委联合作战指挥中心成员                                                                                   |                                          |
| 王沪宁                        | 1955年10月（69歲）                   | 正国 | 政协        | 中央政治局常委，全国政协主席 |                                          |
| 王君正                        | 1963年5月（62歲）                    | 正部 | 省委        | 西藏自治区党委书记 |                                          |
| 王忠林                        | 1962年8月（62—63歲）                 | 正部 | 省委        | —2024.12 湖北省委副书记、湖北省人民政府省长 2024.12—湖北省委书记、湖北省人大常委会主任                                                       |                                          |
| 王受文                        | 1966年3月（59歲）                    | 正部 | 群团        | —2025.4 商务部党组副书记、国际贸易谈判代表（正部长级）兼副部长 2025.4—全国工商联党组成员、专职副主席（正部长级）                             |                                          |
| 王春宁武警上将                | 1963年3月（62歲）                    | 上将 | 解放军      | 中国人民武装警察部队司令员 |                                          |
| 王莉霞（女，蒙古族）          | 1964年6月（61歲）                    | 正部 | 省政府      | 内蒙古自治区党委副书记、内蒙古自治区人民政府主席                                                                                             |                                          |
| 王晓晖                        | 1962年8月（62—63歲）                 | 正部 | 省委        | 四川省委书记、四川省人大常委会主任 |                                          |
| 王祥喜消防救援总监            | 1962年8月（62—63歲）                 | 正部 | 部委        | 应急管理部党委书记、部长 |                                          |
| 王清宪                        | 1963年7月（62歲）                    | 正部 | 省政府      | 安徽省委副书记、安徽省人民政府省长 |                                          |
| 王蒙徽                        | 1960年1月（65歲）                    | 正部 | 人大        | —2024.12 湖北省委书记、湖北省人大常委会主任 2025.2—全国人大环境与资源保护委员会副主任                                                        |                                          |
| 巨生陆军上将                  | 1962年5月（63歲）                    | 上将 | 解放军      | —2024.4 战略支援部队司令员 |                                          |
| 毛伟明                        | 1961年5月（64歲）                    | 正部 | 省政府      | 湖南省委副书记、湖南省人民政府省长 |                                          |
| 尹力                          | 1962年8月（62—63歲）                 | 副国 | 省委        | 中央政治局委员，北京市委书记 |                                          |
| 尹弘                          | 1963年6月（62歲）                    | 正部 | 省委        | 江西省委书记、江西省人大常委会主任 |                                          |
| 巴特尔（蒙古族）              | 1955年2月（70歲）                    | 副国 | 政协        | 全国政协副主席 |                                          |
| 艾尔肯·吐尼亚孜（维吾尔族）   | 1961年12月（63歲）                   | 正部 | 省政府      | 新疆维吾尔自治区党委副书记、新疆维吾尔自治区人民政府主席                                                                                     |                                          |
| 石泰峰                        | 1956年9月（68歲）                    | 副国 | 中央&政协   | —2025.4 中央政治局委员、中央书记处书记，全国政协副主席，中央统战部部长 2025.4—中央政治局委员、中央书记处书记，全国政协副主席，中央组织部部长 |                                          |
| 叶建春                        | 1965年7月（60歲）                    | 正部 | 省政府      | 江西省委副书记、江西省人民政府省长 |                                          |
| 冯飞                          | 1962年12月（62歲）                   | 正部 | 省委        | 海南省委书记、海南省人大常委会主任 |                                          |
| 曲青山                        | 1957年5月（68歲）                    | 正部 | 中央        | 中央党史和文献研究院院长 |                                          |
| 任振鹤（土家族）              | 1964年3月（61歲）                    | 正部 | 省政府      | 甘肃省委副书记、甘肃省人民政府省长 |                                          |
| 庄荣文                        | 1961年2月（64歲）                    | 正部 | 中央        | 中央宣传部副部长，中央网信办（国家网信办）主任                                                                                               |                                          |
| 刘宁                          | 1962年1月（63歲）                    | 正部 | 省委        | —2024.12 广西壮族自治区党委书记、广西壮族自治区人大常委会主任 2024.12—河南省委书记、河南省人大常委会主任                                     |                                          |
| 刘伟                          | 1965年6月（60歲）                    | 正部 | 部委        | —2024.9 北京市委副书记 2024.11—交通运输部党组书记、部长                                                                                      |                                          |
| 刘小明                        | 1964年9月（60歲）                    | 正部 | 省政府      | 海南省委副书记、海南省人民政府省长 |                                          |
| 刘发庆陆军中将                | 1964年6月（61歲）                    | 中将 | 解放军      | 中央军委国防动员部部长 |                                          |
| 刘青松海军上将                | 1963年11月（61歲）                   | 上将 | 解放军      | 东部战区政治委员 |                                          |
| 刘国中                        | 1962年7月（63歲）                    | 副国 | 国务院      | 中央政治局委员，国务院副总理、党组成员 |                                          |
| 刘金国总监察官                | 1955年4月（70歲）                    | 副国 | 中央        | 中央书记处书记，中央纪律检查委员会副书记，国家监察委员会主任                                                                                 |                                          |
| 刘建超                        | 1964年2月（61歲）                    | 正部 | 中央        | 中央对外联络部部长 |                                          |
| 刘俊臣                        | 1963年5月（62歲）                    | 正部 | 人大        | 全国人大常委会副秘书长 |                                          |
| 刘振立陆军上将                | 1964年8月（60—61歲）                 | 上将 | 解放军      | 中央军委委员，中央军委联合参谋部参谋长 |                                          |
| 刘海星                        | 1963年4月（62歲）                    | 正部 | 中央        | 中央国家安全委员会办公室常务副主任 |                                          |
| 齐玉                          | 1961年4月（64歲）                    | 正部 | 部委        | 外交部党委书记 |                                          |
| 许勤                          | 1961年10月（63歲）                   | 正部 | 省委        | 黑龙江省委书记、黑龙江省人大常委会主任 |                                          |
| 许昆林                        | 1965年5月（60歲）                    | 正部 | 省政府      | 江苏省委副书记、江苏省人民政府省长 |                                          |
| 许学强空军上将                | 1962年11月（62歲）                   | 上将 | 解放军      | 中央军委装备发展部部长 |                                          |
| 孙金龙                        | 1962年1月（63歲）                    | 正部 | 部委        | 生态环境部党组书记 |                                          |
| 孙绍骋                        | 1960年7月（65歲）                    | 正部 | 省委        | 内蒙古自治区党委书记、内蒙古自治区人大常委会主任                                                                                             |                                          |
| 阴和俊                        | 1963年1月（62歲）                    | 正部 | 部委        | 科学技术部党组书记、部长 |                                          |
| 严金海（藏族）                | 1962年3月（63歲）                    | 正部 | 省人大      | —2024.10 西藏自治区党委副书记、西藏自治区人民政府主席 2024.10—西藏自治区党委副书记、西藏自治区人大常委会主任                                 |                                          |
| 李屹                          | 1960年2月（65歲）                    | 正部 | 政协        | —2025.3 中国文学艺术界联合会党组书记、副主席、书记处常务书记 2025.3—全国政协文化文史和学习委员会副主任                                       |                                          |
| 李伟陆军上将                  | 1960年9月（64歲）                    | 上将 | 解放军      | 信息支援部队政治委员 |                                          |
| 李希                          | 1956年10月（68歲）                   | 正国 | 中央        | 中央政治局常委，中央纪委书记 |                                          |
| 李强                          | 1959年7月（66歲）                    | 正国 | 国务院      | 中央政治局常委，国务院总理 |                                          |
| 李干杰                        | 1964年11月（60歲）                   | 副国 | 中央        | —2025.4 中央政治局委员、中央书记处书记，中央组织部部长 2025.4—中央政治局委员、中央书记处书记，中央统战部部长                                 |                                          |
| 李小新（女）                  | 1962年10月（62歲）                   | 正部 | 中央        | 中央组织部副部长，中央机构编制委员会办公室主任                                                                                               |                                          |
| 李凤彪陆军上将                | 1959年10月（65歲）                   | 上将 | 解放军      | 西部战区政治委员 |                                          |
| 李书磊                        | 1964年1月（61歲）                    | 副国 | 中央        | 中央政治局委员、中央书记处书记，中央宣传部部长                                                                                               |                                          |
| 李玉超火箭军上将              | 1962年11月（62歲）                   | —    | —           | / | 2024年7月三中全会被开除党籍军籍          |
| 李乐成                        | 1965年3月（60歲）                    | 正部 | 部委        | —2025.2 辽宁省委副书记、辽宁省人民政府省长 2025.2—工业和信息化部党组书记、部长                                                               |                                          |
| 李邑飞                        | 1964年1月（61歲）                    | 正部 | 省委        | —2024.6 新疆维吾尔自治区党委副书记、新疆生产建设兵团党委书记 2024—7—宁夏回族自治区党委书记、宁夏回族自治区人大常委会主任                     |                                          |
| 李尚福陆军上将                | 1958年2月（67歲）                    | —    | —           | / | 2024年6月被开除党籍军籍，7月三中全会确认 |
| 李国英                        | 1963年12月（61歲）                   | 正部 | 部委        | 水利部党组书记、部长 |                                          |
| 李炳军                        | 1963年2月（62歲）                    | 正部 | 省政府      | 贵州省委副书记、贵州省人民政府省长 |                                          |
| 李桥铭陆军上将                | 1961年4月（64歲）                    | 上将 | 解放军      | 陆军司令员 |                                          |
| 李晓红院士                    | 1959年6月（66歲）                    | 正部 | 部委        | 中国工程院党组书记、院长 |                                          |
| 李鸿忠                        | 1956年8月（68—69歲）                 | 副国 | 人大        | 中央政治局委员，全国人大常委会常务副委员长                                                                                                   |                                          |
| 杨诚陆军中将                  | 1964年12月（60歲）                   | 中将 | 解放军      | 新疆军区政治委员 |                                          |
| 杨志亮海军中将                | 1962年11月（62歲）                   | 中将 | 解放军      | 南部战区海军政治委员 |                                          |
| 杨学军院士、陆军上将          | 1963年4月（62歲）                    | 上将 | 解放军      | 中国人民解放军军事科学院院长 |                                          |
| 肖捷                          | 1957年6月（68歲）                    | 副国 | 人大        | 全国人大常委会副委员长 |                                          |
| 肖培一级副总检察官            | 1961年1月（64歲）                    | 正部 | 中央        | 中央纪律检查委员会副书记、国家监察委员会副主任                                                                                               |                                          |
| 吴汉圣                        | 1963年4月（62歲）                    | 正部 | 中央        | 中央社会工作部部长 |                                          |
| 吴亚男陆军上将                | 1962年8月（62—63歲）                 | 上将 | 解放军      | —2023.1 中部战区司令员 2023.1—2024.8 中央军委联合作战指挥中心成员 2024.8—南部战区司令员                                                      |                                          |
| 吴政隆                        | 1964年11月（60歲）                   | 副国 | 国务院      | 国务委员、国务院党组成员，国务院秘书长、机关党组书记                                                                                         |                                          |
| 吴晓军                        | 1966年1月（59歲）                    | 正部 | 省委        | —2024.12 青海省委副书记、青海省人民政府省长 2024.12—青海省委书记、青海省人大常委会主任                                                       |                                          |
| 何卫东陆军上将                | 1957年5月（68歲）                    | 副国 | 解放军      | 中央政治局委员，中央军委副主席 |                                          |
| 何立峰                        | 1955年2月（70歲）                    | 副国 | 国务院      | 中央政治局委员，国务院副总理、党组成员 |                                          |
| 何宏军陆军上将                | 1961年8月（63—64歲）                 | 上将 | 解放军      | 中央军委政治工作部常务副主任 |                                          |
| 邹加怡（女）                  | 1963年6月（62歲）                    | 正部 | 政协        | 全国政协常务副秘书长 |                                          |
| 应勇首席大检察官              | 1957年11月（67歲）                   | 副国 | 最高检      | 最高人民检察院党组书记、检察长 |                                          |
| 汪海江陆军上将                | 1963年7月（62歲）                    | 上将 | 解放军      | 西部战区司令员 |                                          |
| 沈春耀                        | 1960年（64—65歲）                    | 正部 | 人大        | 全国人大常委会法制工作委员会主任 |                                          |
| 沈晓明                        | 1963年5月（62歲）                    | 正部 | 省委        | —2023.3 海南省委书记、海南省人大常委会主任 2023.3—湖南省委书记、湖南省人大常委会主任                                                         |                                          |
| 沈跃跃（女）                  | 1957年1月（68歲）                    | 副国 | 政协        | 全国政协副主席 |                                          |
| 怀进鹏院士                    | 1962年12月（62歲）                   | 正部 | 部委        | 教育部党组书记、部长 |                                          |
| 张工                          | 1961年8月（63—64歲）                 | 正部 | 省政府      | 天津市委副书记、天津市人民政府市长 |                                          |
| 张军首席大法官                | 1956年10月（68歲）                   | 副国 | 最高法      | 最高人民法院党组书记、院长 |                                          |
| 张林陆军中将                  | 1965年（59—60歲）                    | 中将 | 解放军      | 中央军委后勤保障部部长 |                                          |
| 张又侠陆军上将                | 1950年7月（75歲）                    | 副国 | 解放军      | 中央政治局委员，中央军委副主席 |                                          |
| 张升民火箭军上将              | 1958年8月（66—67歲）                 | 上将 | 解放军      | 中央军委委员，中央纪委副书记，中央军委纪委监委书记（主任）                                                                                   |                                          |
| 张玉卓                        | 1962年1月（63歲）                    | 正部 | 部委        | 国务院国有资产监督管理委员会党委书记、主任                                                                                                   |                                          |
| 张庆伟                        | 1961年11月（63歲）                   | 副国 | 人大        | 全国人大常委会副委员长 |                                          |
| 张红兵武警上将                | 1966年1月（59歲）                    | 上将 | 解放军      | 中国人民武装警察部队政治委员 |                                          |
| 张宏森                        | 1964年8月（60—61歲）                 | 正部 | 群团        | 中国作家协会党组书记、主席、书记处书记 |                                          |
| 张雨浦（回族）                | 1962年8月（62—63歲）                 | 正部 | 省政府      | 宁夏回族自治区党委副书记、宁夏回族自治区人民政府主席                                                                                         |                                          |
| 张国清                        | 1964年8月（60—61歲）                 | 副国 | 国务院      | 中央政治局委员，国务院副总理、党组成员 |                                          |
| 陆昊                          | 1967年6月（58歲）                    | 正部 | 部委        | 国务院发展研究中心党组书记、主任 |                                          |
| 陆治原                        | 1964年8月（60—61歲）                 | 正部 | 部委        | —2023.10 山东省委副书记、青岛市委书记 2023.12—民政部党组书记、部长                                                                           |                                          |
| 陈刚                          | 1965年4月（60歲）                    | 正部 | 省委        | —2024.12 青海省委书记、青海省人大常委会主任 2024.12—广西壮族自治区党委书记、广西壮族自治区人大常委会主任                                     |                                          |
| 陈旭（女）                    | 1963年7月（62歲）                    | 正部 | 中央        | 中央统战部副部长，国务院侨务办公室主任 |                                          |
| 陈一新总警监                  | 1959年9月（65歲）                    | 正部 | 部委        | 国家安全部党委书记、部长 |                                          |
| 陈小江                        | 1962年6月（63歲）                    | 正部 | 省委        | —2025.7 中央统战部常务副部长 2025.7— 新疆维吾尔自治区党委书记                                                                                |                                          |
| 陈文清总警监                  | 1960年1月（65歲）                    | 副国 | 中央        | 中央政治局委员、中央书记处书记，中央政法委书记                                                                                               |                                          |
| 陈吉宁                        | 1964年2月（61歲）                    | 副国 | 省委        | 中央政治局委员，上海市委书记 |                                          |
| 陈敏尔                        | 1960年9月（64歲）                    | 副国 | 省委        | 中央政治局委员，天津市委书记 |                                          |
| 努尔兰·阿不都满金（哈萨克族） | 1962年12月（62歲）                   | 正部 | 省政协      | 新疆维吾尔自治区政协党组书记、主席 |                                          |
| 苗华海军上将                  | 1955年11月（69歲）                   | —    | —           | / | 2024年11月停职检查                       |
| 林武                          | 1962年2月（63歲）                    | 正部 | 省委        | 山东省委书记、山东省人大常委会主任 |                                          |
| 林向阳陆军上将                | 1964年10月（60歲）                   | 上将 | 解放军      | 东部战区司令员 |                                          |
| 易会满                        | 1964年12月（60歲）                   | 正部 | 政协        | —2024.2 中国证券监督管理委员会党委书记、主席 2024.6—全国政协经济委员会驻会副主任                                                             |                                          |
| 易炼红                        | 1959年9月（65歲）                    | 正部 | 人大        | —2024.10 浙江省委书记、浙江省人大常委会主任 2024.11—全国人大财政经济委员会副主任                                                             |                                          |
| 罗文                          | 1964年12月（60歲）                   | 正部 | 部委        | 国家市场监督管理总局党组书记、局长 |                                          |
| 金壮龙                        | 1964年3月（61歲）                    | 正部 | 部委        | —2025.2 工业和信息化部党组书记、部长 |                                          |
| 金湘军                        | 1964年7月（61歲）                    | —    | —           | / | 2025年4月被查                            |
| 周强                          | 1960年4月（65歲）                    | 副国 | 政协        | 全国政协副主席 |                                          |
| 周乃翔                        | 1961年12月（63歲）                   | 正部 | 省政府      | 山东省委副书记、山东省人民政府省长 |                                          |
| 周祖翼                        | 1965年1月（60歲）                    | 正部 | 省委        | 福建省委书记、福建省人大常委会主任 |                                          |
| 郑栅洁                        | 1961年11月（63歲）                   | 正部 | 部委        | 国家发展和改革委员会党组书记、主任 |                                          |
| 郑新聪                        | 1963年11月（61歲）                   | 正部 | 中央        | 中央港澳办副主任，澳门中联办主任 |                                          |
| 孟凡利                        | 1965年9月（59歲）                    | 副部 | 省委        | 广东省委副书记、深圳市委书记 |                                          |
| 孟祥锋                        | 1964年12月（60歲）                   | 正部 | 中央        | 中央办公厅常务副主任 |                                          |
| 赵龙                          | 1967年9月（57歲）                    | 正部 | 省政府      | 福建省委副书记、福建省人民政府省长 |                                          |
| 赵刚                          | 1968年6月（57歲）                    | 正部 | 省政府      | 陕西省委副书记、陕西省人民政府省长 |                                          |
| 赵一德                        | 1965年2月（60歲）                    | 正部 | 省委        | 陕西省委书记、陕西省人大常委会主任 |                                          |
| 赵乐际                        | 1957年3月（68歲）                    | 正国 | 人大        | 中央政治局常委，全国人大常委会委员长 |                                          |
| 赵晓哲海军中将                | 1963年7月（62歲）                    | 中将 | 解放军      | 中央军委科学技术委员会主任 |                                          |
| 郝鹏                          | 1960年7月（65歲）                    | 正部 | 省委        | 辽宁省委书记、辽宁省人大常委会主任 |                                          |
| 胡中明海军上将                | 1964年1月（61歲）                    | 上将 | 解放军      | 海军司令员 |                                          |
| 胡玉亭                        | 1964年7月（61歲）                    | 正部 | 省政府      | 吉林省委副书记、吉林省人民政府省长 |                                          |
| 胡昌升                        | 1963年12月（61歲）                   | 正部 | 省委        | 甘肃省委书记、甘肃省人大常委会主任 |                                          |
| 胡和平                        | 1962年10月（62歲）                   | 正部 | 中央        | 中央宣传部常务副部长 |                                          |
| 胡春华                        | 1963年4月（62歲）                    | 副国 | 政协        | 全国政协副主席 |                                          |
| 胡衡华                        | 1963年6月（62歲）                    | 正部 | 省政府      | 重庆市委副书记、重庆市人民政府市长 |                                          |
| 钟绍军陆军中将                | 1968年10月（56歲）                   | 中将 | 解放军      | —2024.3 中央军委办公厅主任 |                                          |
| 信长星                        | 1963年12月（61歲）                   | 正部 | 省委        | 江苏省委书记、江苏省人大常委会主任 |                                          |
| 侯凯                          | 1962年4月（63歲）                    | 正部 | 部委        | 审计署党组书记、审计长 |                                          |
| 侯建国院士                    | 1959年10月（65歲）                   | 正部 | 部委        | 中国科学院党组书记、院长 |                                          |
| 俞庆江空军中将                | 1963年9月（61歲）                    | 中将 | 解放军      | 空军副司令员 |                                          |
| 俞建华海关总监                | 1961年12月—2024年12月10日（62—63岁） | —    | —           | / | 2024年12月10日逝世                       |
| 贺荣（女）                    | 1962年10月（62歲）                   | 正部 | 部委        | 司法部党组书记、部长 |                                          |
| 贺军科                        | 1969年2月（56歲）                    | 正部 | 群团        | 中国科协党组书记、常务副主席、书记处第一书记                                                                                                 |                                          |
| 秦刚                          | 1966年3月（59歲）                    | —    | —           | / | 2024年7月三中全会辞职                    |
| 秦树桐陆军上将                | 1963年11月（61歲）                   | 上将 | 解放军      | —2024.12 陆军政治委员 |                                          |
| 袁华智海军上将                | 1961年10月（63歲）                   | 上将 | 解放军      | 海军政治委员 |                                          |
| 袁家军                        | 1962年9月（62歲）                    | 副国 | 省委        | 中央政治局委员，重庆市委书记 |                                          |
| 铁凝（女）                    | 1957年9月（67歲）                    | 副国 | 人大&群团   | 全国人大常委会副委员长，中国文联主席 |                                          |
| 倪虹                          | 1962年10月（62歲）                   | 正部 | 部委        | 住房和城乡建设部党组书记、部长 |                                          |
| 倪岳峰                        | 1964年9月（60歲）                    | 正部 | 省委        | 河北省委书记、河北省人大常委会主任 |                                          |
| 徐麟                          | 1963年6月（62歲）                    | 正部 | 省委        | 贵州省委书记、贵州省人大常委会主任 |                                          |
| 徐西盛火箭军上将              | 1964年4月（61歲）                    | 上将 | 解放军      | 2023.7—火箭军政治委员 |                                          |
| 徐忠波火箭军上将              | 1960年10月（64歲）                   | 上将 | 解放军      | —2023.7 火箭军政治委员 |                                          |
| 徐起零陆军上将                | 1962年7月（63歲）                    | 上将 | 解放军      | 中央军委联合参谋部常务副参谋长 |                                          |
| 徐德清陆军上将                | 1963年7月（62歲）                    | 上将 | 解放军      | 中部战区政治委员 |                                          |
| 殷勇                          | 1969年8月（55—56歲）                 | 正部 | 省政府      | 北京市委副书记、北京市人民政府市长 |                                          |
| 高翔                          | 1963年10月（61歲）                   | 正部 | 部委        | 中国社会科学院党组书记、院长，中国历史研究院党委书记、院长                                                                                   |                                          |
| 高志丹                        | 1963年1月（62歲）                    | 正部 | 部委        | 国家体育总局党组书记、局长 |                                          |
| 郭普校空军上将                | 1964年1月（61歲）                    | 上将 | 解放军      | 空军政治委员 |                                          |
| 唐仁健                        | 1962年8月（62—63歲）                 | —    | —           | / | 2024年11月被双开                         |
| 唐登杰                        | 1964年6月（61歲）                    | 正部 | 省委        | —2023.10 民政部党组书记、部长 2023.10—山西省委书记、山西省人大常委会主任                                                                     |                                          |
| 黄铭陆军上将                  | 1963年4月（62歲）                    | 上将 | 解放军      | —2023.1 陆军参谋长 2023.1—2024.8 中部战区司令员 2024.8—北部战区司令员                                                                        |                                          |
| 黄强                          | 1963年4月（62歲）                    | 正部 | 省委        | —2024.6 四川省委副书记、四川省人民政府省长 2024.6—吉林省委书记、吉林省人大常委会主任                                                         |                                          |
| 黄守宏                        | 1964年6月（61歲）                    | 正部 | 中央        | —2024.9 国务院研究室党组书记、主任 2024.9—中央社会主义学院党组书记、第一副院长                                                               |                                          |
| 黄坤明                        | 1956年11月（68歲）                   | 副国 | 省委        | 中央政治局委员，广东省委书记 |                                          |
| 黄建发                        | 1965年1月（60歲）                    | 正部 | 中央        | 中央组织部副部长（正部长级） |                                          |
| 黄晓薇（女）                  | 1961年5月（64歲）                    | 正部 | 群团        | 全国妇联党组书记、副主席、书记处第一书记 |                                          |
| 龚正                          | 1960年3月（65歲）                    | 正部 | 省政府      | 上海市委副书记、上海市人民政府市长 |                                          |
| 常丁求空军上将                | 1967年1月（58歲）                    | 上将 | 解放军      | 空军司令员 |                                          |
| 庹震                          | 1959年9月（65歲）                    | 正部 | 政协        | —2024.9 人民日报社党组书记、社长 2024.10—全国政协教科卫体委员会副主任                                                                        |                                          |
| 梁言顺                        | 1962年12月（62歲）                   | 正部 | 省委        | —2024.7 宁夏回族自治区党委书记、宁夏回族自治区人大常委会主任 2024.7—安徽省委书记、安徽省人大常委会主任                                       |                                          |
| 梁惠玲（女）                  | 1962年8月（62—63歲）                 | 正部 | 省政府      | 黑龙江省委副书记、黑龙江省人民政府省长 |                                          |
| 谌贻琴（女，白族）            | 1959年12月（65歲）                   | 副国 | 国务院&群团 | 国务委员、国务院党组成员，全国妇联主席 |                                          |
| 董军海军上将                  | 1963年（61—62歲）                    | 上将 | 解放军      | —2023.12 海军司令员 2023.12—国防部部长 |                                          |
| 韩俊                          | 1963年12月（61歲）                   | 正部 | 部委        | —2023.3 吉林省委副书记、吉林省人民政府省长 2023.3—2024.6 安徽省委书记、安徽省人大常委会主任 2024.9—农业农村部党组书记、部长                  |                                          |
| 韩文秀                        | 1963年9月（61歲）                    | 正部 | 中央        | 中央财办常务副主任、中央农办主任 |                                          |
| 景俊海                        | 1960年12月（64歲）                   | 正部 | 人大        | —2024.6 吉林省委书记、吉林省人大常委会主任 2024.9—全国人大教育科学文化卫生委员会副主任                                                       |                                          |
| 程丽华（女）                  | 1965年4月（60歲）                    | 正部 | 省政协      | —2023.12 安徽省委副书记 2023.12—重庆市政协党组书记、主席                                                                                     |                                          |
| 傅华                          | 1964年8月（60—61歲）                 | 正部 | 部委        | 新华社党组书记、社长 |                                          |
| 童建明一级大检察官            | 1963年6月（62歲）                    | 正部 | 最高检      | 最高人民检察院党组副书记、常务副检察长 |                                          |
| 谢春涛                        | 1963年2月（62歲）                    | 正部 | 中央        | 中共中央党校（国家行政学院）常务副校（院）长                                                                                                 |                                          |
| 蓝天立（壮族）                | 1962年10月（62歲）                   | —    | —           | / | 2025年5月被查                            |
| 蓝佛安                        | 1962年6月（63歲）                    | 正部 | 部委        | —2023.9 山西省委书记、山西省人大常委会主任 2023.9—财政部党组书记、部长                                                                       |                                          |
| 楼阳生                        | 1959年10月（65歲）                   | 正部 | 人大        | —2024.12 河南省委书记、河南省人大常委会主任 2025.2—全国人大教育科学文化卫生委员会副主任                                                      |                                          |
| 雷凡培                        | 1963年5月（62歲）                    | 正部 | 中央        | —2025.4 中央军民融合发展委员会办公室常务副主任                                                                                               |                                          |
| 慎海雄                        | 1967年4月（58歲）                    | 正部 | 中央        | 中央宣传部副部长，中央廣播電視總台台长 |                                          |
| 蔡奇                          | 1955年12月（69歲）                   | 正国 | 中央        | 中央政治局常委、中央书记处书记，中央办公厅主任、中央和国家机关工委书记                                                                       |                                          |
| 蔡剑江                        | 1963年（61—62歲）                    | 正部 | 中央        | 中央空中交通管理委员会秘书长、办公室主任 |                                          |
| 裴金佳                        | 1963年8月（61—62歲）                 | 正部 | 部委        | 退役军人事务部党组书记、部长 |                                          |
| 潘岳                          | 1960年4月（65歲）                    | 正部 | 中央        | 中央统战部副部长，国家民族事务委员会主任 |                                          |
| 丁向群（女）                  | 1965年6月（60歲）                    | 副部 | 国企        | —2024.10 安徽省委常委、组织部部长 2024.10—中国人民保险集团股份有限公司党委书记、董事长                                                       | 2024年7月三中全会递补                    |
| 于立军                        | 1967年8月（57—58歲）                 | 副部 | 省委        | —2024.9 四川省委常委、组织部部长、省委党校校长 2024.9—四川省委副书记、政法委书记                                                             | 2024年7月三中全会递补                    |
| 于吉红院士（女）              | 1967年1月（58歲）                    | 副部 | 专家学者    | 北京师范大学党委副书记、校长 | 2024年7月三中全会递补                    |